# Steinkohlenwald

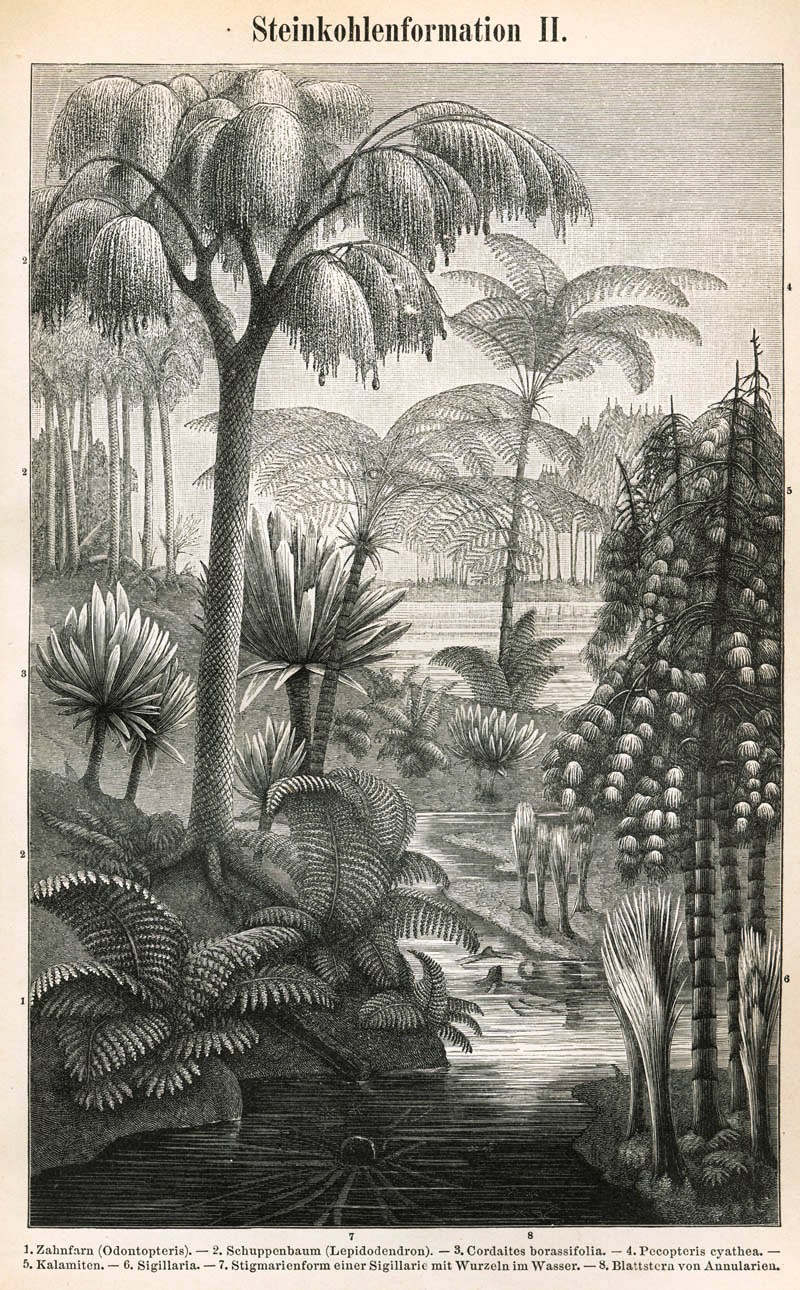
Landschaftsillustration der Steinkohlewälder von 1885/90 (aus Meyers Konversationslexikon)

Steinkohlenwälder (auch Steinkohlewälder) oder Kohlesümpfe bewuchsen den Großteil der zur Zeit des Karbon und des Perm tropischen Landflächen der Erde. Es waren feuchte Bestände aus Bärlappen, Schachtelhalmen und Farnen, die baumgleiche Höhen erklommen. Ihre Benennung erhielt diese Landform aufgrund ihrer heutigen wirtschaftlichen Nutzung: Ihre Ablagerung bildet die Hauptflöze der Steinkohle.

## Umwelt
Wälder erreichten im Karbon zum ersten Mal in der Erdgeschichte eine globale Ausdehnung. Die enorme Pflanzenmasse erzeugte den höchsten atmosphärischen Sauerstoffgehalt im gesamten Phanerozoikum (bis zu 35 %). Gleichzeitig fiel die CO2-Konzentration auf einen Tiefstand.
Dazu trug auch die Verkohlung der Steinkohlenwälder bei, durch welche der Atmosphäre CO2 langfristig entnommen wurde. Durch glazioeustatische (durch Eisbildung oder -schmelze bedingte) Meeresspiegelschwankungen wurden besonders die niederen Breiten immer wieder überflutet und verlandet. Im Rhythmus von ca. 100.000 Jahren (Milanković-Zyklus) sedimentierte jeweils die alte Vegetation zu Torf, Braunkohle und letztlich zu Steinkohle; nach Trockenfallen der Länder wuchsen neue Steinkohlenwälder. Da sich durch den Kohlenstoffentzug der Treibhauseffekt abschwächte, verhärtete sich das Klima auf der Erde und mündete so in das Permokarbone Eiszeitalter, das bis in das Perm hinein andauerte.

## Flora
Im Verlauf des Karbons wandelte sich das feuchte Klima des vorigen Devons zum trockeneren des nachfolgenden Perms.
Kohlesümpfe herrschten im Unterkarbon vor und waren noch bis ins Oberkarbon erfolgreich. Sie bestanden überwiegend aus Sporenpflanzen, darunter baumförmige Bärlappgewächse (Schuppenbäume, Siegelbäume), sowie Schachtelhalmen und Farnen im Unterstand. Sie bildeten dichte Wälder.
Im Maße, in dem trockene Standorte zunahmen, verbreiteten sich während des Karbons auch Nacktsamer, bis sie im Zuge des Carboniferous Rainforest Collapse die Vorherrschaft übernahmen. Dazu gehören Samenfarne und Koniferen.
Die höchsten Bäume des Karbon waren mit bis zu 45 m Höhe die Cordaiten.

## Fauna
Die Steinkohlenwälder wurden bewohnt von Wirbellosen (besonders Insekten), Fischen, Amphibien (Labyrinthodontiae) und frühen Reptilien. Insbesondere die Insekten profitierten vom Klima der Wälder und erreichten riesige Größen. Sie wuchsen mit dem Sauerstoffgehalt der Luft, da ihre Tracheenatmung auf die Diffusion der Luft in den Körper angewiesen ist.